# Comuna Tibro
Tibro (Tibro kommun) este o comună din comitatul Västra Götalands län, Suedia, cu o populație de 10.754 locuitori (2013).

## Geografie

### Zone urbane
Lista celor mai mari zone urbane din comună (anul 2015) conform Biroului Central de Statistică al Suediei:
| Nr | Zona urbană | Pop.  |
| -- | ----------- | ----- |
| 1  | Tibro       | 8.396 |
| 2  | Fagersanna  | 684   |

## Demografie
| \| Evoluția demografică în comuna Tibro, 1970–2015 \| Evoluția demografică în comuna Tibro, 1970–2015 \| Evoluția demografică în comuna Tibro, 1970–2015 \| Evoluția demografică în comuna Tibro, 1970–2015 \| Evoluția demografică în comuna Tibro, 1970–2015 \| \| ----------------------------------------------------------------------------------------------------- \| ----------------------------------------------- \| ----------------------------------------------- \| ----------------------------------------------- \| ----------------------------------------------- \| \| An \| \| \| Locuitori \| \| \| 1970 \| 1970 \| \| 10191 \| 10191 \| \| 1975 \| 1975 \| \| 10997 \| 10997 \| \| 1980 \| 1980 \| \| 11214 \| 11214 \| \| 1985 \| 1985 \| \| 11111 \| 11111 \| \| 1990 \| 1990 \| \| 11188 \| 11188 \| \| 1995 \| 1995 \| \| 11218 \| 11218 \| \| 2000 \| 2000 \| \| 10576 \| 10576 \| \| 2005 \| 2005 \| \| 10581 \| 10581 \| \| 2010 \| 2010 \| \| 10560 \| 10560 \| \| 2015 \| 2015 \| \| 10980 \| 10980 \| \| Sursa: SCB - Statistika Centralbyrån, Folkmängd efter region, civilstånd, ålder och kön. År 1968–2016 \| \| \| \| \| |      |  |           |       |
| Evoluția demografică în comuna Tibro, 1970–2015 |      |  |           |       |
| An |      |  | Locuitori |       |
| 1970 | 1970 |  | 10191     | 10191 |
| 1975 | 1975 |  | 10997     | 10997 |
| 1980 | 1980 |  | 11214     | 11214 |
| 1985 | 1985 |  | 11111     | 11111 |
| 1990 | 1990 |  | 11188     | 11188 |
| 1995 | 1995 |  | 11218     | 11218 |
| 2000 | 2000 |  | 10576     | 10576 |
| 2005 | 2005 |  | 10581     | 10581 |
| 2010 | 2010 |  | 10560     | 10560 |
| 2015 | 2015 |  | 10980     | 10980 |
| Sursa: SCB - Statistika Centralbyrån, Folkmängd efter region, civilstånd, ålder och kön. År 1968–2016 |      |  |           |       |